# Lill-Sältjärnen
Lill-Sältjärnen är en sjö i Härjedalens kommun i Härjedalen och ingår i Ljusnans huvudavrinningsområde.